# Темнов, Андрей Александрович
Андрей Александрович Темнов (родился 1 января 1983 года в Москве) — российский регбист, игрок команды Енисей-СТМ и сборной России по регби-15.

## Биография

### Клубная карьера
Воспитанник регбийной школы Люблино. Первый профессиональный клуб — столичная «Слава». В ее составе становился бронзовым (2007 год) и серебряным (2008 год) призером, был капитаном команды. Из-за серьезных финансовых трудностей, перед сезоном 2009 года, команду покинуло множество лидеров, среди которых был и Андрей. Он вместе с Игорем Курашовым перешел в «Енисей-СТМ».
В составе сибтяжмашевцев стал пятикратным чемпионом, четырехкратным обладателем Кубка России. На некоторое время менял свою позицию фланкера на хукера. В 2014 году умышленно наступил на голову игроку «Красного Яра», за что получил всего лишь 4-х матчевую дисквалификацию. Это решение вызвало большое недовольство у яровцев. В последнее время является стабильным игроком основного состава.

### Карьера в сборной
Дебютировал в 2005 году, в матче против Украины (72:0). До 2010 года сыграл всего лишь в 4 матчах. После уже стал стабильно вызываться в сборную. В 2016 в матче против Испании провел юбилейный 50 матч. В 2017 году на турнире Кубок Наций в Гонконге был капитаном сборной.

## Личная жизнь
Жена — Мария.

## Достижения
- Чемпион России — 9 раз (2011, 2012, 2014, 2016, 2017, 2018, 2019, 2020/2021, 2021/2022)
- Обладатель Кубка России — 5 раз (2014, 2016, 2017, 2020, 2021)
- Обладатель Суперкубка России — 3 раза (2014, 2015, 2017)
- Обладатель Кубка Николаева — 2 раза (2016, 2021)
- Обладатель европейского Континентального Щита — 2 раза (2016/17, 2017/18)